# Сале (река)
Сале — река в России, протекает в округе Вуктыл Республики Коми. Устье реки находится в 59 км по левому берегу реки Тельпос. Длина реки составляет 13 км.
Река берёт начало на западных склонах Северного Урала. Исток находится севернее вершины Мирон-Ван-Нёр (977 м НУМ), лежит на водоразделе бассейнов Щугора и Подчерья.
Течёт на север, протекает западнее хребта Туйтымнёр. На всём протяжении имеет характер горного ручья, собирает воду из многочисленных ручьёв, стекающих с окрестных гор. Всё течение реки проходит по ненаселённой горной тайге. В нижнем течении скорость течения составляет 1,1 м/с, а ширина около 15 м.

## Данные водного реестра
По данным государственного водного реестра России относится к Двинско-Печорскому бассейновому округу, водохозяйственный участок реки — Печора от водомерного поста у посёлка Шердино до впадения реки Уса, речной подбассейн реки — бассейны притоков Печоры до впадения Усы. Речной бассейн реки — Печора.
По данным геоинформационной системы водохозяйственного районирования территории РФ, подготовленной Федеральным агентством водных ресурсов:
- Код водного объекта в государственном водном реестре — 03050100212103000062330
- Код по гидрологической изученности (ГИ) — 103006233
- Код бассейна — 03.05.01.002
- Номер тома по ГИ — 03
- Выпуск по ГИ — 0